# Cittadella (Mantova)

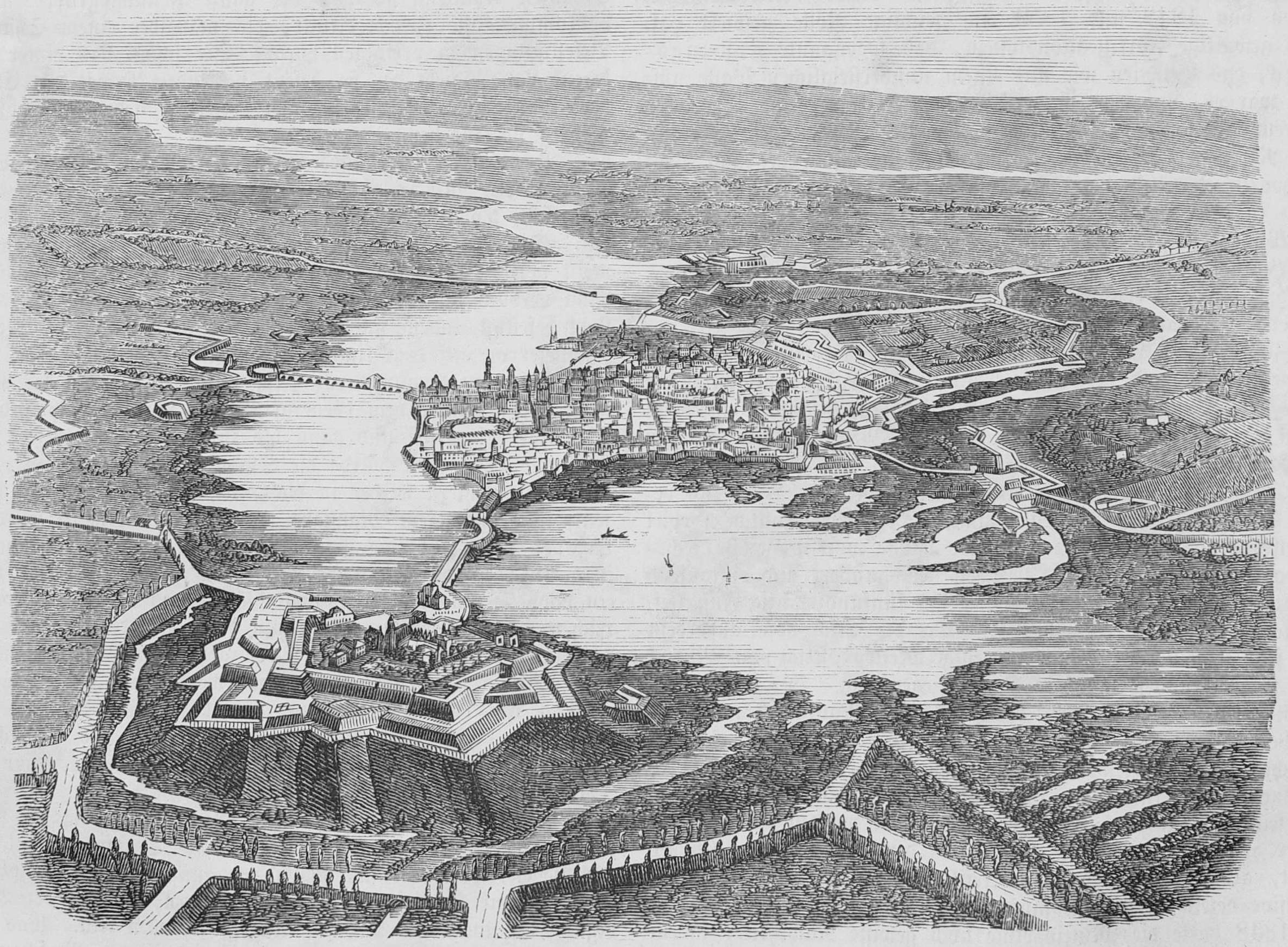
Sistema difensivo di Mantova con la "Cittadella di Porto" in primo piano, 1866.

Cittadella è uno dei quartieri della città di Mantova.
È affacciata sulle sponde del Lago di Mezzo e situata sull'asse viabilistico tra i più importanti della città. Conserva ancora testimonianza del sistema difensivo della città rappresentata da Porta Giulia, una delle più belle porte urbane del Rinascimento, costruita su disegno di Giulio Romano. È collegata alla città dal Ponte dei Mulini, passaggio imbrigliato dell'acqua dal Lago Superiore al Lago di Mezzo, utilizzato dagli abitanti del luogo per alimentare i mulini per quasi 900 anni.